# Ken Yamura
Ken Yamura (矢村 健 Yamura Ken?), född 9 juni 1997 i Tokyo prefektur, är en japansk fotbollsspelare.
Yamura började sin karriär 2019 i Albirex Niigata.